# Metopius carinatus
Metopius carinatus är en stekelart som beskrevs av Valentina I. Tolkanitz 1985. Metopius carinatus ingår i släktet Metopius och familjen brokparasitsteklar. Inga underarter finns listade i Catalogue of Life.